# Озёра Великобритании

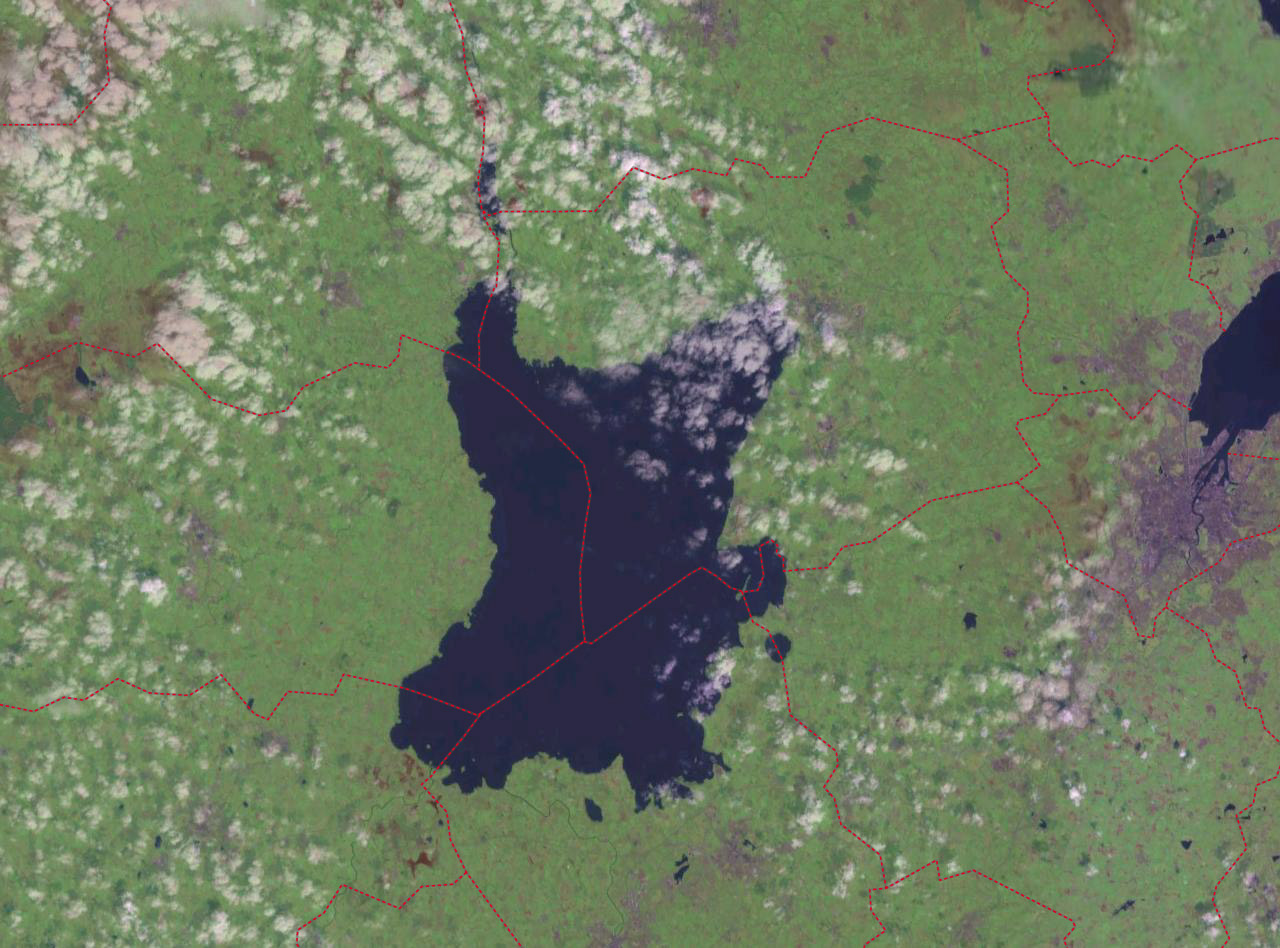
Аэрокосмический снимок NASA озера Лох-Ней

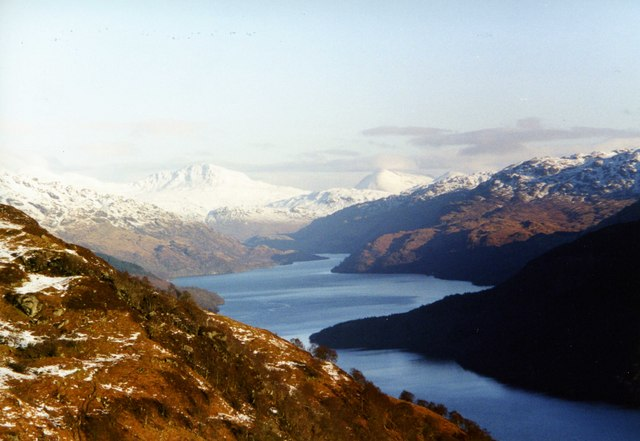
Озеро Лох-Ломонд зимой

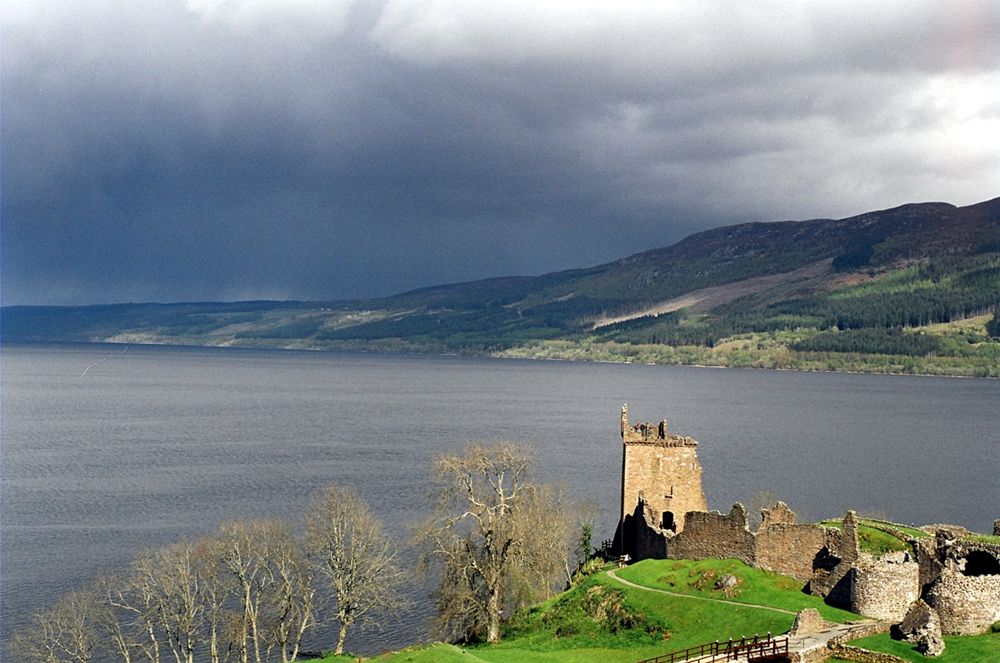
Озеро Лох-Несс

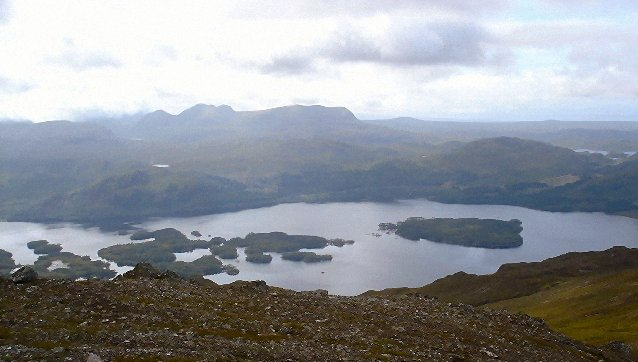
Острова на озере Лох-Мари

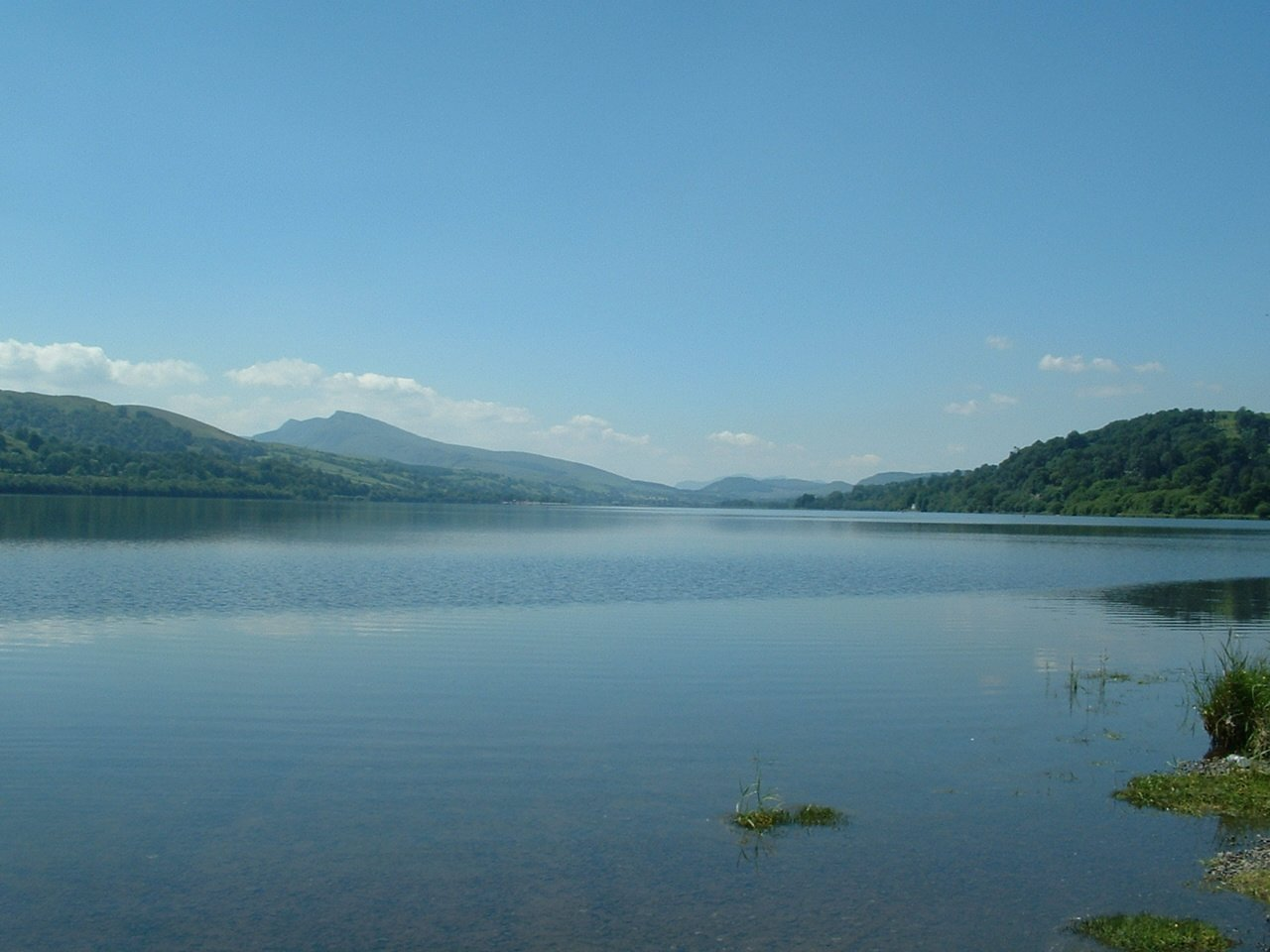
Озеро Бала в Уэльсе

## Крупнейшие водоёмы Великобритании
Таблица включает 10 крупнейших пресноводных водоёмов Великобритании. Лох-Ней является крупнейшим водоемом в Великобритании по площади, а Лох-Несс — самым большим по объёму и в нём содержится почти в два раза больше воды, чем во всех озёрах Англии и Уэльса вместе взятых. Лох-Морар является самым глубоким озером в Великобритании, а Лох-О имеет максимальную длину.
| Название      | Расположение      | Площадь (mi²) | Площадь (км²) | Объём (км³) | Длина (км) | Maкс. глубина(м) | Средняя глубина (м) |
| ------------- | ----------------- | ------------- | ------------- | ----------- | ---------- | ---------------- | ------------------- |
| Лох-Ней       | Северная Ирландия | 147,87        | 383           | 3,528       | 30         | 25               | 9                   |
| Лоуэр-Лох-Эрн | Северная Ирландия | 42,28         | 109,5         | 1,3         | 29         | 62               | 11,9                |
| Лох-Ломонд    | Шотландия         | 27,45         | 71            | 2,6         | 36         | 190              | 37                  |
| Лох-Несс      | Шотландия         | 21,78         | 56            | 7,45        | 39         | 230              | 132                 |
| Аппер-Лох-Эрн | Северная Ирландия | 13,3          | 34,5          | <0,35       | 19         | <60              | 2,3                 |
| Лох-О         | Шотландия         | 14,85         | 39            | 1,2         | 41         | 94               | 32                  |
| Лох-Мари      | Шотландия         | 11,03         | 28,6          | 1,09        | 20         | 114              | 38                  |
| Лох-Морар     | Шотландия         | 10,3          | 27            | 2,3         | 18,8       | 310              | 87                  |
| Лох-Тей       | Шотландия         | 10,19         | 26,4          | 1,6         | 23         | 150              | 60,6                |
| Лох-Шин       | Шотландия         | 8,7           | 22,5          | 0,35        | 27,8       | 49               | 15,5                |

## Крупнейшие озёра Англии
Озёра Англии значительно меньше по размерам, чем озёра Шотландии и Северной Ирландии и самые крупные из них сосредоточены на северо-западе Англии в графстве Камбрия, на территории национального парка Озёрный край, где в окружности диаметром 30 миль (48 км) находится 16 озёр
| Озеро         | Площадь (км²) |
| ------------- | ------------- |
| Уиндермир     | 14,8          |
| Алсуотер      | 8,9           |
| Деруэнт-Уотер | 5,4           |
| Бассентуэйт   | 5,3           |

## Примечания

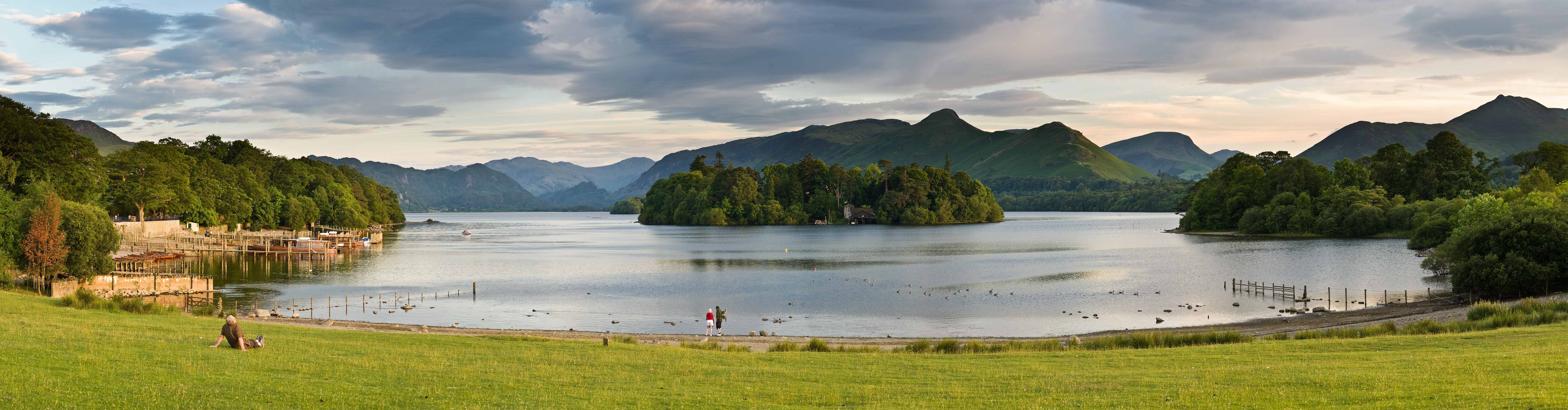
Панорама озера Деруэнт-Уотер в национальном парке Озёрный край (Англия)

## Крупнейшие озёра Уэльса
| Озеро | Площадь (км²) |
| ----- | ------------- |
| Бала  | 4,84          |